# الحجلة (مكيراس)

تعديل مصدري - تعديل

الحجلة هي إحدى قرى عزلة مكيراس بمديرية مكيراس التابعة لمحافظة البيضاء، بلغ تعداد سكانها 208 نسمة حسب تعداد اليمن لعام 2004.